# Calodexia valera
Calodexia valera là một loài ruồi trong họ Tachinidae.